# طارق فتيتي
طارق فتيتي (الوسلاتية، 1972-) هو سياسي تونسي، شغل منصب النائب الثاني لرئيس مجلس نواب الشعب منذ 14 نوفمبر 2019 حتى حل البرلمان في 30 مارس 2022 بسبب الأزمة السياسية في تونس.

## النشأة والتعليم
ولد طارق فتيتي في الوسلاتية بالقيروان عام 1972، حصل على شهادة البكالوريا من المعهد الثانوي بحفوز عام 1990، وحصل على شهادة الأستاذية في علوم التصرف من كلية الحقوق والعلوم الاقتصادية والسياسية بسوسة عام 1996.

## السيرة المهنية
بدأ حياته المهنية متصرف بوزارة التكوين المهني والتشغيل عام 1999، وتسلم فيها رئاسة مصلحة بالإدارة الجهوية للتكوين المهني والتشغيل بالقيروان عام 2006، و بسيدي بوزيد عام 2012، ثم مدير جهوي بالإدارة الجهوية للتكوين المهني والتشغيل بسيدي بوزيد عام 2012، و بالمنستير عام 2014.

## الحياة السياسية
دخل فتيتي معترك الحياة السياسية منذ 2014، عندما انتخب على رأس قائمة حزب الاتحاد الوطني الحر التونسي عن دائرة القيروان، ليعيش بعدها تجربة الاندماج مع حزب نداء تونس قبل أن يقدم استقالته من الحزب ليصبح نائبا مستقلا.
انتخب السيد طارق فتيتي نائبا ثانيا لرئيس مجلس نواب الشعب منذ 14 نوفمبر 2019، ويشارك في عضوية العديد من اللجان البرلمانية، ويحرص في كل جلسة لمجلس نواب الشعب تقريبا على إيصال صوت الجهة التي انتخبته مطالبا في كل مرة تحسين الوضع التنموي في ولاية القيروان.
جُمدت عضويته بمجلس النواب ورُفعت عنه الحصانة رفقة جميع النواب بالبرلمان في 25 يوليو 2021 بأمر رئاسي صادر عن رئيس الجمهورية قيس سعيد على خلفية الأزمة السياسية بين البرلمان والرئيس.